# L'anticristo
O Anticristo (em italiano: L'anticristo), também conhecido como The Tempter, é um filme de terror italiano de 1974 dirigido por Alberto De Martino.

## Enredo
A jovem e bela Ippolita Oderisi, nobre membro de uma família romana muito rica, é afetada por uma paralisia nas pernas causada, talvez, pelo trauma da morte de sua mãe, que ocorreu após um acidente de carro no momento em que Ippolita ainda estava criança. Em busca de conforto, Ippolita vai a um santuário em Ciociaria, onde ela testemunha a libertação de alguns possuídos por possessão demoníaca, mas também a morte de um homem possuído, que comete suicídio se atirando de uma casa arruinada.
Após uma entrevista com um psiquiatra, Dr. Marcello Sinibaldi, Ippolita concorda em recorrer à hipnose, para descobrir as causas de seus distúrbios psicomotores originados, com toda a probabilidade, pela instabilidade nervosa. Durante as sessões, o subconsciente de Ippolita é o sujeito de uma antiga possessão demoníaca, herdada de uma ancestral dela, torturada e condenada pela Inquisição, e executada na fogueira. Imediatamente após as sessões hipnóticas, Ippolita começa a mostrar sinais de possessão diabólica. O tratamento psiquiátrico é de pouca utilidade e, portanto, a jovem é submetida ao exorcismo. Durante a prática do exorcismo, Ippolita escapa atingindo as ruínas do Coliseu. Aqui, unido por seu pai e irmão, ela é empurrada com força para o pé de uma cruz. Então satã é derrotado e a jovem Ippolita retorna à sua vida normal.

## Elenco
- Carla Gravina: Ippolita Oderisi
- Mel Ferrer: Massimo Oderisi
- Arthur Kennedy: Ascanio Oderisi
- George Coulouris: Padre Mittner
- Alida Valli: Irene
- Mario Scaccia: O charlatão
- Umberto Orsini: Dr. Sinibaldi
- Anita Strindberg: Greta
- Remo Girone: Filippo Oderisi

## Recepção
Das críticas contemporâneas, Geoff Brown (Mensal Film Bulletin) declarou que "os admiradores do cinema de cópia de carbono - se existirem - ficarão satisfeitos com o Anticristo de Alberto De Martino ", observando que conseguiu imitar o Exorcista mais do que o filme italiano O diabo dentro dela.
Em resenhas retrospectivas, o AllMovie deu ao filme uma crítica negativa, observando que "longos períodos de não muito acontecimento devem criar suspense, mas tudo o que eles fazem é atrasar o inevitável final, que foi o motivo do público original estar lá desde que eles sabiam que iria incluir elementos do Exorcista". A revisão concluiu que o Anticristo "provavelmente foi intenso, mas essa intensidade diminuiu ao longo dos anos" e que o filme foi "apenas para os colecionadores de horror italianos".

## Lançamento
O Anticristo lançou em 22 de novembro de 1974 na Itália.